# Derendinger AG
Die Derendinger AG mit Sitz in Cham ist ein Schweizer Anbieter von Fahrzeugersatzteilen. Sie betreibt schweizweit 38 Filialen mit angegliederter Werkstatt, wo sie Ersatz- und Verschleissteile für Personenwagen und leichte Nutzfahrzeuge, Motorräder und Roller sowie schwere Nutzfahrzeuge, Baumaschinen, Landmaschinen und Stapler vertreibt. Darüber hinaus bietet das Unternehmen auch fahrzeugunabhängige Produkte in den Bereichen Schmierstoffe, Unterhaltsprodukte, Pflegemittel, Werkzeuge und Garageneinrichtungen sowie Teile für verschiedene Industriezweige.
Das Unternehmen wurde 1930 durch Jean-Jacques Derendinger gegründet und befasste sich anfänglich mit der Aufarbeitung von Bremsen und Kupplungen. Im Verlaufe der Zeit weitete Derendinger seine Geschäftsaktivitäten zunächst auf Autoersatzteile-Vertrieb in der Schweiz und später auf weitere Länder aus. Daraus entstand eine Unternehmensgruppe, die Swiss Automotive Gruppe (SAG), die Insgesamt mehr als 5.000 Mitarbeiter beschäftigt und 2023 einen Umsatz von 1500 Millionen Schweizer Franken erwirtschaftete.
Im Jahr 2009 fusionierte Derendinger mit der Métraux Services SA zur Swiss Automotive Group. Derendinger agiert seitdem als eigenständige Gesellschaft unter dem Dach der SAG.